# Oldřiš (ort i Tjeckien, lat 49,73, long 16,19)
Oldřiš är en ort i Tjeckien.   Den ligger i regionen Pardubice, i den centrala delen av landet, 130 km öster om huvudstaden Prag. Oldřiš ligger 577 meter över havet och antalet invånare är 682.
Terrängen runt Oldřiš är platt åt nordost, men åt sydväst är den kuperad. Runt Oldřiš är det ganska glesbefolkat, med 45 invånare per kvadratkilometer. Närmaste större samhälle är Polička, 5,3 km öster om Oldřiš. Omgivningarna runt Oldřiš är en mosaik av jordbruksmark och naturlig växtlighet.